# Lissonota insita
Lissonota insita är en stekelart som först beskrevs av Cresson 1870.  Lissonota insita ingår i släktet Lissonota och familjen brokparasitsteklar. Inga underarter finns listade i Catalogue of Life.